# Emporis
Emporis était une société créée en Allemagne en 2000 à l'initiative de Michael Wutzke. Elle collecte et publie des données et des photos sur les immeubles de la planète, en particulier les immeubles de grande hauteur. Elle s'aide en grande partie de bénévoles, couvre plus de 156 000 villes, et comprend une base de données comptant plus de 400 000 bâtiments, 580 000 images et 160 000 entreprises.
L'entreprise est basée à Hambourg.
Cette société est régulièrement citée par différents médias lors de la construction d'immeubles de grande hauteur.
Elle établit une classification des données concernant la hauteur totale des édifices et des listes des gratte-ciel de la planète en collaboration avec le Council on Tall Buildings and Urban Habitat (CTBUH) de Chicago.
Ces listes ne sont cependant pas du tout complètes pour des pays comme la Chine, Taïwan, la Colombie, la Bolivie, l'Arabie saoudite, la Corée du Sud et même le Japon, la Malaisie, la Thailande. Pour un pays comme la Corée du Sud, il manque dans les listes d'Emporis des dizaines et des dizaines de gratte-ciel souvent construits récemment. Il faut compléter les listes d'Emporis par les listes du site skyscraperpage.com par exemple ou du site chinois gaoloumi.com ou encore du site japonais blue-style.com.
Au début de chaque année, Emporis décerne une récompense au plus remarquable gratte-ciel construit durant l'année précédente, le Emporis Skyscraper Award à partir d'une liste des immeubles de plus de 100 mètres de hauteur construits durant l'année.
En 2020 Emporis a été rachetée par la société américaine CoStar Group spécialisée dans l'information immobilière.
Le 14 septembre 2022 le site Emporis a été déconnecté d'internet avec toutes ses données.